# 阿利米努萨
阿利米努萨（義大利語：Aliminusa），是意大利西西里大区巴勒莫广域市的一个市镇。总面积13平方公里，人口1339人，人口密度103.0人/平方公里（2009年）。ISTAT代码为082003。